# Nikola Milošević
Nikola Milošević (Rijeka, 7. travnja 2001.), hrvatski je juniorski vaterpolist. Visok je 197 cm i težak 115 kg. Igrao je za riječki vaterpolski klub Primorje, a trenutno igra za VK Jadran Kostrena.

## Vanjske poveznice
- Nikola Milošević na Instagramu
- Nikola Milošević na Facebooku